# Messe en mémoire de Louis XVI

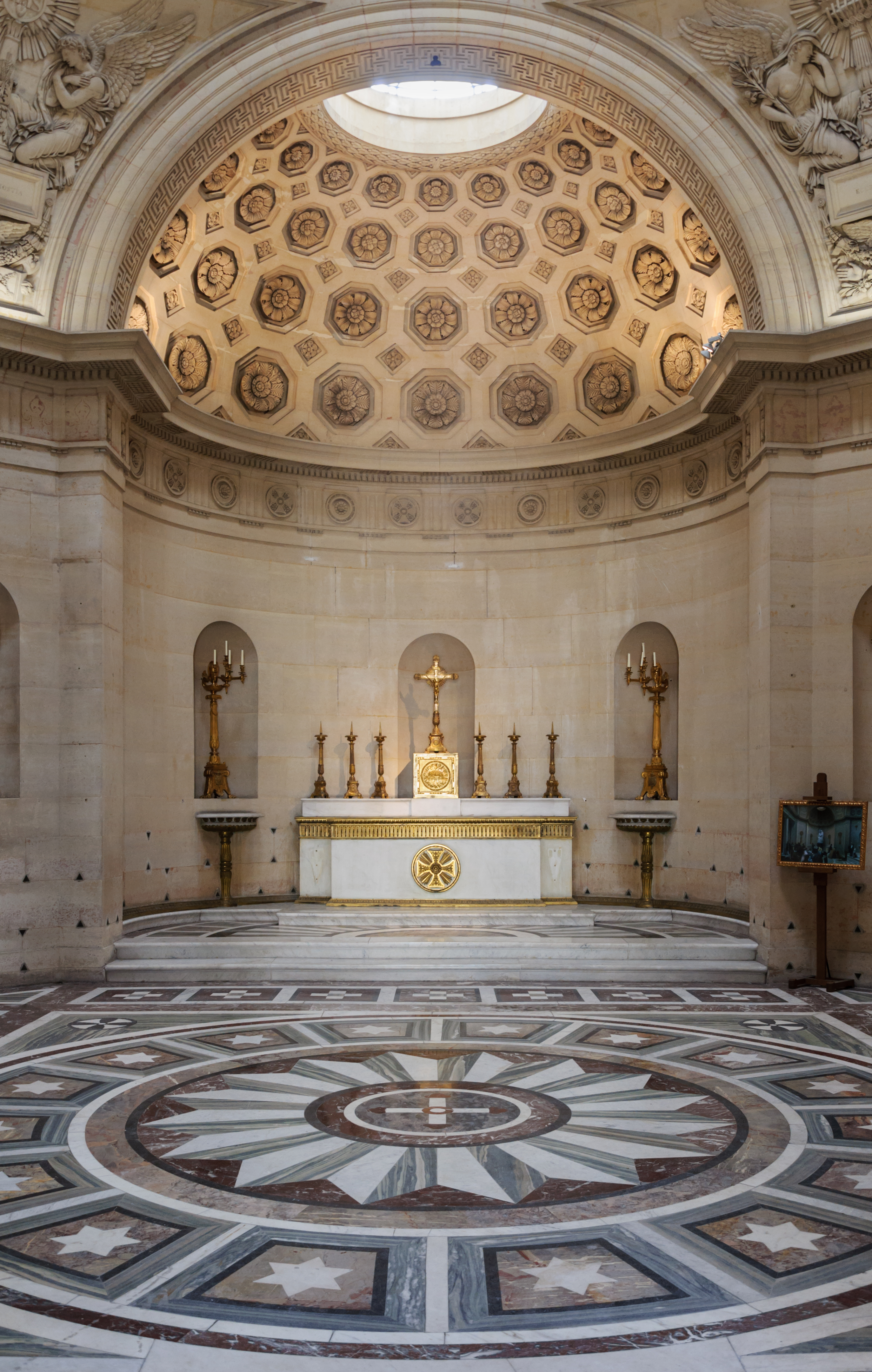
Vue intérieure de la chapelle expiatoire, où se célèbre, chaque dimanche précédant le 21 janvier, une messe de suffrage pour Louis XVI, en présence du prince Louis de Bourbon.

Une messe de requiem pour Louis XVI ou « messe en mémoire de Louis XVI » est une messe de suffrage célébrée à l'intention Louis XVI, dernier roi de France de l'Ancien Régime. Ces messes ont lieu autour du 21 janvier, date anniversaire de son exécution en 1793, pendant la Révolution française. Louis XVI y est généralement célébré au titre de « roi martyr ».

## Histoire
Composé par Sigismond von Neukomm en 1813–1815 sur une commande de Talleyrand, le Requiem à la mémoire de Louis XVI a été joué lors d'une cérémonie en l'honneur de Louis XVI organisée lors du congrès de Vienne.
En 1817, deux ans après la Restauration de la monarchie par Louis XVIII et vingt-deux ans après la mort du dernier roi de l'Ancien Régime, c'est au tour du Requiem en do mineur pour chœur mixte composé l'année d'avant par Luigi Cherubini d'être joué devant la cour.
Puis, en 1823, est jouée la Messe des morts de Charles-Henri Plantade en mémoire de la reine Marie-Antoinette, pour les trente ans de sa mort,.
Des messes en mémoire de Louis XVI sont célébrées chaque année depuis 1815, et popularisées depuis le bicentenaire de son exécution. Elles forment une tradition dans plusieurs villes. Elles sont souvent appelées « messes pour la France » et on y lit parfois le testament de Louis XVI.

## Événement
L'historien Francis Balace identifie les fidèles assistant à ces messes comme des traditionalistes. Ce sont aussi des contre-révolutionnaires et royalistes. Ces messes sont le plus souvent célébrées dans la forme extraordinaire du rite romain, mais pas systématiquement. Les membres des familles royales y prennent part.
Partout en France et à Bruxelles a lieu ce type de manifestation d'adhésion ou de nostalgie vis-à-vis de la monarchie française. À Lyon par exemple, des messes sont dites chaque année en mémoire de Louis XVI avec la participation des trompes de chasse de la Diane lyonnaise ou des Échos du Lyonnais : pour les légitimistes à l'appel de l'association Présence du souvenir bourbonien en Lyonnais Forez Beaujolais et en présence du prince Rémy de Bourbon-Parme (représentant le prince Louis de Bourbon, duc d'Anjou), et pour les orléanistes à l'appel de l'Œillet blanc et de l'Action française et en présence du prince Jean d'Orléans, duc de Vendôme.
En 2016, le chef d'orchestre Jean-Claude Malgoire fait « renaître » le Requiem à la mémoire de Louis XVI de Neukomm, et le fait exécuter par le Chœur de chambre de Namur. Cette œuvre fait partie des morceaux traditionnellement joués en mémoire de Louis XVI chaque 21 janvier, avec le Requiem en do mineur de Cherubini et la Messe funèbre de Plantade.